# Auxvasse
Auxvasse är en ort i Callaway County i Missouri. Vid 2010 års folkräkning hade Auxvasse 983 invånare.